# Distritos electorales del Ecuador
Los Distritos electorales del Ecuador son la división administrativa que permite una mejor representación política de los sectores más poblados del Ecuador. Hay 2 tipos de distritos electorales: Los provinciales, usados para la elección de asambleístas provinciales, y los cantonales, usados para la elección de concejales urbanos y rurales en cada cantón.

## Creación
La creación de los distritos electorales se dio por medio de una disposición del Consejo Nacional Electoral de Ecuador que buscaba igualar la representación de las provincias más pobladas de Ecuador sobre la base de sus habitantes. Guayas se dividió en cuatro distritos, Manabí en dos distritos y el Distrito Metropolitano de Quito en 3 distritos mientras que el resto de la provincia de Pichincha conformó un cuarto distrito.
Esto se contempla en el Código de la Democracia de Ecuador, que entró en vigencia el 4 de febrero de 2012.

## Distritos electorales provinciales

### Distritos electorales vigentes desde 2025
Tras el censo de población y vivienda de 2021 y el subsecuente aumento del número de asambleístas y los cambios demográficos en el país el CNE reorganizó los distritos electorales en Manabí, Guayas, el cantón Guayaquil y el Distrito Metropolitano de Quito:

#### Distritos electorales de Pichincha

4 asambleístas
5 asambleístas
4 asambleístas
3 asambleístas

|                                 | |                         |
| Distrito                        | Cantones y/o Parroquias del Distrito Electoral | Asambleístas que eligen |
| ------------------------------- | --- | ----------------------- |
| Distrito Quito Norte            | 18 Parroquias Urbanas de Quito DM:Belisario Quevedo El Inca Carcelén Mariscal Sucre Iñaquito Ponceano Itchimbía Jipijapa Kennedy Rumipamba Cochapamba Comité del Pueblo San Juan Concepción Cotocollao El Condado La Libertad Centro Histórico | 5 Asambleístas          |
| Distrito Quito Sur              | 14 Parroquias Urbanas de Quito DM:Magdalena Guamaní Chilibulo Puengasí Chillogallo Quitumbe Chimbacalle La Argelia San Bartolo La Ecuatoriana La Ferroviaria Solanda Turubamba La Mena | 5 Asambleístas          |
| Distrito Parroquias Rurales DMQ | 33 Parroquias Rurales de Quito DM:Alangasí Amaguaña Atahualpa Calacalí Calderón Conocoto Cumbayá Chavezpamba Checa El Quinche Gualea Guangopolo Guayllabamba La Merced Llano Chico Lloa Nanegal Nanegalito Nayón Nono Pacto Perucho Pifo Píntag Pomasqui Puéllaro Puembo San Antonio de Pichincha San José de Minas Tababela Tumbaco Yaruquí Zámbiza | 5 Asambleístas          |
| Distrito Pichincha              | 7 cantones de Pichincha:Cayambe Mejía Pedro Moncayo Pedro Vicente Maldonado Puerto Quito Rumiñahui San Miguel de Los Bancos | 4 Asambleístas          |

#### Distritos electorales de Manabí

4 asambleístas
5 asambleístas

|            | |                         |
| Distrito   | Cantones del Distrito Electoral | Asambleístas que eligen |
| ---------- | --- | ----------------------- |
| Distrito 1 | 15 cantones de Manabí: Veinticuatro de Mayo Bolívar Chone El Carmen Flavio Alfaro Junín Jama Olmedo Pedernales Pichincha Rocafuerte Sucre San Vicente Tosagua Santa Ana | 5 Asambleístas          |
| Distrito 2 | 7 cantones de Manabí: Jaramijó Jipijapa Manta Montecristi Paján Portoviejo Puerto López                                                                                 | 5 Asambleístas          |

#### Distritos electorales de Guayas

5 asambleístas
5 asambleístas
5 asambleístas
5 asambleístas

|            | |                         |
| Distrito   | Cantones y/o Parroquias del Distrito Electoral | Asambleístas que eligen |
| ---------- | --- | ----------------------- |
| Distrito 1 | 9 Parroquias de Guayaquil:Ayacucho Bolívar-Sagrario Febres Cordero García Moreno Letamendi Olmedo Sucre Urdaneta Ximena | 6 Asambleístas          |
| Distrito 2 | Parroquia Pascuales Parroquia Tarqui (11 Zonas):Área rural Chongón Colinas De La Florida Guayacanes Juan Montalvo Lomas De La Florida Nueva Prosperina Quinto Guayas Samanes Sauces Oeste Socio Vivienda | 6 Asambleístas          |
| Distrito 3 | 9 Parroquias de Guayaquil:9 de Octubre Carbo-Concepción Juan Gómez Rendón Morro Posorja Puná Roca Rocafuerte Tenguel Parroquia Tarqui (23 Zonas):Acuarela-Sauces Alborada Alborada Este Alborada Oeste Atarazana Bellavista Ferroviaria Consuelo El Cóndor Garzota Kennedy La Florida La Prosperina Los Ceibos Mapasingue Este Mapasingue Oeste Martha Roldos Miraflores Sabana Grande San Eduardo Tarqui Urdenor Urdesa Vía A La Costa 3 Cantones de Guayas: Durán Playas Samborondón | 6 Asambleístas          |
| Distrito 4 | 21 Cantones de Guayas: Alfredo Baquerizo Balao Balzar Colimes Daule El Empalme El Triunfo Milagro Naranjal Naranjito Palestina Pedro Carbo Santa Lucía Salitre Yaguachi Simón Bolívar Marcelino Maridueña Nobol Lomas de Sargentillo Antonio Elizalde Isidro Ayora | 6 Asambleístas          |

### Distritos Electorales 2013-2023
Para las elecciones legislativas de 2013 se crearon distritos en las 3 provincias más pobladas del país: Guayas, Pichincha y Manabí. Los distritos electorales fueron:

#### Distritos electorales de Pichincha
| Distrito                  | Cantones y/o Parroquias del Distrito Electoral | Asambleístas que eligen |
| ------------------------- | --- | ----------------------- |
| Distrito Quito Norte      | 16 Parroquias Urbanas de Quito DM:Belisario Quevedo El Inca Carcelén Mariscal Sucre Iñaquito Ponceano Itchimbía Jipijapa Kennedy Rumipamba Cochapamba Comité del Pueblo San Juan Concepción Cotocollao El Condado | 4 Asambleístas          |
| Distrito Quito Sur        | 16 Parroquias Urbanas de Quito DM:Magdalena Guamaní Centro Histórico Chilibulo Puengasí Chillogallo Quitumbe Chimbacalle La Argelia San Bartolo La Ecuatoriana La Ferroviaria Solanda La Libertad Turubamba La Mena | 5 Asambleístas          |
| Distrito Parroquias Rural | 33 Parroquias Rurales de Quito DM:Alangasí Amaguaña Atahualpa Calacalí Calderón Conocoto Cumbayá Chavezpamba Checa El Quinche Gualea Guangopolo Guayllabamba La Merced Llano Chico Lloa Nanegal Nanegalito Nayón Nono Pacto Perucho Pifo Píntag Pomasqui Puéllaro Puembo San Antonio de Pichincha San José de Minas Tababela Tumbaco Yaruquí Zámbiza | 4 Asambleístas          |
| Distrito Pichincha        | 7 cantones de Pichincha:Cayambe Mejía Pedro Moncayo [[Archivo:\|20x20px\|border\|Bandera de Esmeraldas (Ecuador)]] Pedro Vicente Maldonado Puerto Quito Rumiñahui San Miguel de Los Bancos | 3 Asambleístas          |

#### Distritos electorales de Manabí
| Distrito   | Cantones del Distrito Electoral | Asambleístas que eligen |
| ---------- | --- | ----------------------- |
| Distrito 1 | 12 cantones de Manabí: Bolívar Chone El Carmen Flavio Alfaro Junín Jama Pedernales Pichincha Rocafuerte Sucre (Bahía de Caraquez) San Vicente Tosagua                          | 4 Asambleístas          |
| Distrito 2 | 10 cantones de Manabí: Veinticuatro de Mayo Jaramijó Jipijapa [[Archivo:\|20x20px\|border\|Bandera de Manta]] Manta Montecristi Olmedo Paján Portoviejo Puerto López Santa Ana | 5 Asambleístas          |

#### Distritos electorales de Guayas
| Distrito   | Cantones y/o Parroquias del Distrito Electoral | Asambleístas que eligen |
| ---------- | --- | ----------------------- |
| Distrito 1 | 2 Parroquias de Guayaquil:Ximena Febres Cordero | 5 Asambleístas          |
| Distrito 2 | 2 Parroquias de Guayaquil:Tarqui Pascuales | 5 Asambleístas          |
| Distrito 3 | 17 Parroquias de Guayaquil:Ayacucho Bolívar Pedro Carbo Chongón García Moreno Letamendi Nueve de Octubre Olmedo Roca Rocafuerte Sucre Urdaneta Gómez Rendón El Morro Posorja Puná Tenguel 3 Cantones de Guayas: Durán Playas Samborondón                           | 5 Asambleístas          |
| Distrito 4 | 21 Cantones de Guayas: Alfredo Baquerizo Balao Balzar Colimes Daule El Empalme El Triunfo Milagro Naranjal Naranjito Palestina Pedro Carbo Santa Lucía Salitre Yaguachi Simón Bolívar Marcelino Maridueña Nobol Lomas de Sargentillo Antonio Elizalde Isidro Ayora | 5 Asambleístas          |

## Distritos Electorales Cantonales
Para una mayor representación en la elección de Concejales municipales y metropolitanos, los 13 cantones más poblados del país, eligen sus concejales por distritos electorales cantonales. Los distritos cantonales se crean cuando una zona urbana elige más de 8 concejales, estos están ubicados en 10 provincias y por el tamaño de cada concejo cantonal, varían entre sí y respecto a los distritos de elección de asambleístas.
| Provincia                        | Cantón        | Distritos | Concejales que elige |
| -------------------------------- | ------------- | --------- | -------------------- |
| Bandera de Pichincha Pichincha   | Quito DM      | 3         | 21                   |
| Guayas                           | Guayaquil     | 3         | 15                   |
| Guayas                           | Durán         | 2         | 11                   |
| Guayas                           | Milagro       | 2         | 9                    |
| Manabí                           | Portoviejo    | 2         | 11                   |
| Manabí                           | Manta         | 2         | 11                   |
| Azuay                            | Cuenca        | 2         | 15                   |
| Santo Domingo de los Tsáchilas   | Santo Domingo | 2         | 13                   |
| El Oro                           | Machala       | 2         | 11                   |
| Loja                             | Loja          | 2         | 11                   |
| Los Ríos                         | Quevedo       | 2         | 9                    |
| Bandera de Esmeraldas Esmeraldas | Esmeraldas    | 2         | 9                    |
| Bandera de Chimborazo Chimborazo | Riobamba      | 2         | 11                   |

### Distritos electorales del Distrito Metropolitano de Quito

Distritos Electorales del Concejo Metropolitano de Quito.
Distrito Norte
Distrito Centro
Distrito Sur
Distrito Rural

El Consejo Nacional Electoral (CNE) definió para la elección de los 15 concejales urbanos, dividir el área urbana de Quito D.M. en 3 distritos: Norte, Centro y Sur. Adicionalmente las 32 parroquias rurales conforman un cuarto distrito electoral donde se eligen 6 concejales.
| Distrito          | Parroquias del Distrito Electoral | Concejales que eligen |
| ----------------- | --- | --------------------- |
| Distrito 1 Norte  | 12 Parroquias:El Inca Carcelén Ponceano Jipijapa Kennedy Iñaquito Rumipamba Cochapamba Comité del Pueblo Concepción Cotocollao El Condado | 5 concejales          |
| Distrito 2 Centro | 10 Parroquias:Belisario Quevedo Centro Histórico Chilibulo Chimbacalle Mariscal Sucre Itchimbía San Juan Magdalena Puengasí La Libertad   | 5 concejales          |
| Distrito 3 Sur    | 10 Parroquias:Guamaní Chillogallo Quitumbe La Argelia San Bartolo La Ecuatoriana Solanda Turubamba La Mena La Ferroviaria                 | 5 concejales          |